# 乔陶瑟格
乔陶瑟格，是匈牙利亚斯-瑙吉孔-索尔诺克州所辖的一个村，总面积11.21平方公里，总人口310，人口密度27.7人/平方公里（2010年1月1日）。